# RR Волка
RR Волка (лат. RR Lupi) — одиночная переменная звезда в созвездии Волка на расстоянии (вычисленном из значения параллакса) приблизительно 5805 световых лет (около 1780 парсеков) от Солнца. Видимая звёздная величина звезды — от менее +14,1m до +11m.

## Характеристики
RR Волка — красный яркий гигант, пульсирующая переменная звезда, мирида (M) спектрального класса M3e-M8(II:)e, или M3e, или Me. Эффективная температура — около 3294 K.